# Слабость большевика
«Слабость большевика» — роман испанского писателя Лоренсо Сильвы, написанный им в 1995 году и впервые изданный в 1997 году. В романе затронута тема взаимоотношений взрослого мужчины с молодой девушкой, ещё подростком.
Роман стал успешным для писателя: с этим произведением в том же 1997 году Лоренсо Сильва стал финалистом премии Надаля. О популярности произведения также свидетельствует и экранизация, созданная режиссёром Мануэлем Мартином Куэнкой в 2003 году, — «Слабость большевика». Главную роль Пабло исполнил Луис Тосар, а роль девушки-подростка сыграла Мария Вальверде.

## Издание в России
Роман был замечен и в России — в 1999 году он был переведён Л. Синянской и опубликован в журнале Новый мир под названием «Слабина большевика»: первая часть в № 7, а вторая, заключительная часть — в № 8. Отдельное издание романа состоялось четыре года спустя — в 2003 году в издательстве Симпозиум книга вышла под названием «Синдром большевика» также в переводе Л. Синянской тиражом 5000 экземпляров.